# Torremejía
Torremejía és un municipi de la província de Badajoz, a la comunitat autònoma d'Extremadura. Limita a l'est amb Mèrida, La Zarza, Alange i Villagonzalo, al sud amb Almendralejo

## Història
Amb la caiguda de l'Antic Règim, es constituí com a municipi constitucional a la regió d'Extremadura. Des de 1834 quedà integrat al partit judicial de Mèrida. El cens de 1842 comptava amb 24 llars i 120 veïns i veïnes.

## Patrimoni
La localitat compta amb l'Església parroquial catòlica de la Immaculada Concepció, a l'Arquebisbat de Mèrida-Badajoz. També és d'especial importància el famós palau dels marquesos.

## Eleccions municipals del 2011
| Candidatura | Candidatura                      | Cap de llista             | Vots | Regidors | % vots |
| ----------- | -------------------------------- | ------------------------- | ---- | -------- | ------ |
|             | Partit Popular                   | Francisco Trinidad Peñato | 817  | 6        | 53,68  |
|             | Partit Socialista Obrer Espanyol | Antonio Benítez Pintor    | 600  | 5        | 39,42  |
|             | Independents per Extremadura     | José González Díaz        | 92   | 0        | 6,04   |
|             | nul                              |                           | 17   |          | 1,1    |
|             | vot blanc                        |                           | 13   |          | 0,85   |
| Total       | Total                            | 1539                      | 1539 | 11       | 100    |